# Icterus auricapillus
El turpial cabecirrojo, toche roblero, bolsero coroninaranja, gonzalito real y turpial coroninaranja (Icterus auricapillus) es una especie de ave paseriforme de la familia Icteridae que se encuentra en el norte de Colombia y Venezuela y el oriente de Panamá.

## Descripción
Mide en promedio 15 cm de longitud. Presenta la corona y los lados de la cabeza de color anaranjado; la frente, la zona ocular, la garganta, la espalda, las alas y la cola negras. Los hombros, vientre y rabadilla son amarillos. Los ejemplares juveniles tienen plumaje color oliváceo, amarillento en la cabeza y el vientre y en los bordes de las alas y oscuro en el resto de estas.

## Hábitat
Se encuentra en los bosques y zonas arboladas, preferentemente en regiones húmedas, a menos de 800 m de altitud.

## Nidificación
El nido es una cesta de poca profundidad que cuelga de una hoja de palma o en una horquilla de un árbol. Está hecho con fibras de hojas de palma.